# Polyana Viana
Polyana Viana Mota (São Geraldo do Araguaia, Pará; 14 de junio de 1992) es una artista marcial mixta brasileña que compite en la división de peso paja de Ultimate Fighting Championship (UFC).

## Primeros años
Criada únicamente por su madre, Viana creció en São Geraldo do Araguaia, una pequeña ciudad del estado de Pará. Comenzó a entrenar jiu-jitsu brasileño en 2013 y también hizo su debut profesional en artes marciales mixtas a finales de 2013.

## Carrera de artes marciales mixtas

### Ultimate Fighting Championship
Con un récord de 9-1 en promociones regionales, Viana hizo su debut en UFC en UFC Fight Night: Machida vs. Anders el 3 de febrero de 2018 contra Maia Stevenson. Ganó la pelea por estrangulamiento por detrás en el primer asalto.
En mayo de 2018 se anunció que Viana lucharía contra JJ Aldrich en UFC 227 en agosto. Viana perdería la pelea por decisión unánime ya que Aldrich la superó en boxeo la mayor parte de la pelea. A continuación se enfrentó a Hannah Cifers en el UFC 235, combate que perdió por decisión dividida.
Viana se enfrentó a Verónica Macedo en UFC Fight Night: Shevchenko vs. Carmouche 2. El combate había sido programado originalmente entre Macedo y Rachael Ostovich, sin embargo, el 29 de julio se anunció que Ostovich sería sustituida por Viana por una razón no revelada. Como era de esperar, la pelea se llevó a cabo en el suelo, pero sorprendentemente Macedo sometió a Viana a través de armbar, una sumisión con la que la propia Viana ha terminado 6 peleas en su carrera, a partir de mayo de 2022. El resultado fue la primera victoria de Macedo en la UFC y la primera vez en la carrera de Viana que había sido sometida en una pelea.
Viana estaba programada para enfrentarse a Emily Whitmire el 8 de marzo de 2020, en el UFC 248. En el pesaje, Whitmire pesó 117,5 libras, 1,5 por encima del límite de peso paja de 116 para peleas sin título. Ella fue multada con el 20% de su bolsa y su combate con Viana se esperaba que procediera según lo programado en un peso de captura. Posteriormente, Whitmire fue hospitalizada el día del evento y la pelea fue cancelada. La pareja fue reprogramada el 29 de agosto de 2020, en UFC Fight Night: Smith vs. Rakić en un combate de peso mosca. Viana ganó la pelea a través de una sumisión armbar en la primera ronda.
Viana se enfrentó a Mallory Martin el 13 de febrero de 2021, en UFC 258. Ganó la pelea a través de una armbar en el primer asalto. Esta victoria le valió el premio a la actuación de la noche. Más adelante, combatió contra Tabatha Ricci, el 21 de mayo de 2022 en UFC Fight Night: Holm vs. Vieira. Perdió la pelea por decisión unánime. Casi seis meses después, peleó contra Jinh Yu Frey el 5 de noviembre de 2022 en UFC Fight Night: Rodriguez vs. Lemos. Ganó la pelea por nocaut en el primer asalto. Esta victoria le valió el premio a la actuación de la noche.
El 20 de enero de 2024 se enfrentó a la canadiense Gillian Robertson en UFC 297, celebrado en Toronto (Canadá). Perdió por nocaut técnico en el segundo asalto después de dominar su rival buena parte del combate.

## Vida personal
Viana tiene un hijo llamado Deivid.
En enero de 2019, un hombre intentó robar a Viana usando una pistola falsa mientras ella esperaba fuera de su apartamento. Viana golpeó al hombre y lo sometió hasta que llegó la policía. Viana no se enfrentó a cargos ya que las autoridades dictaminaron que fue en defensa propia.

## Récord en artes marciales mixtas
| Resultado | Récord | Oponente                       | Método                        | Evento                                      | Fecha                    | Ronda | Tiempo | Localización        |
| --------- | ------ | ------------------------------ | ----------------------------- | ------------------------------------------- | ------------------------ | ----- | ------ | ------------------- |
| Derrota   | 13–8   | Jaqueline Amorim               | Sumisión (rear-naked choke)   | UFC on ESPN: Machado Garry vs. Prates       | 26 de abril de 2025      | 2     | 1:49   | Kansas City         |
| Derrota   | 13–7   | Gillian Robertson              | TKO (Golpes)                  | UFC 297                                     | 20 de enero de 2024      | 2     | 3:12   | Toronto             |
| Derrota   | 13–6   | Iasmin Lucindo                 | Sumisión (arm-triangle choke) | UFC on ESPN: Luque vs. dos Anjos            | 12 de agosto de 2023     | 2     | 3:42   | Enterprise          |
| Victoria  | 13–5   | Jinh Yu Frey                   | KO (puñetazos)                | UFC Fight Night: Rodriguez vs. Lemos        | 5 de noviembre de 2022   | 1     | 0:47   | Las Vegas           |
| Derrota   | 12–5   | Tabatha Ricci                  | Decisión (unánime)            | UFC Fight Night: Holm vs. Vieira            | 21 de mayo de 2022       | 3     | 5:00   | Las Vegas           |
| Victoria  | 12–4   | Mallory Martin                 | Sumisión (armbar)             | UFC 258                                     | 13 de febrero de 2021    | 1     | 3:18   | Las Vegas           |
| Victoria  | 11–4   | Emily Whitmire                 | Sumisión (armbar)             | UFC Fight Night: Smith vs. Rakić            | 29 de agosto de 2020     | 1     | 1:53   | Las Vegas           |
| Derrota   | 10–4   | Verónica Macedo                | Sumisión (armbar)             | UFC Fight Night: Shevchenko vs. Carmouche 2 | 10 de agosto de 2019     | 1     | 1:09   | Montevideo          |
| Derrota   | 10–3   | Hannah Cifers                  | Decisión (split)              | UFC 235                                     | 2 de marzo de 2019       | 3     | 5:00   | Honolulu            |
| Derrota   | 10–2   | JJ Aldrich                     | Decisión (unánime)            | UFC 227                                     | 4 de agosto de 2018      | 3     | 5:00   | Los Ángeles         |
| Victoria  | 10–1   | Maia Stevenson                 | Decisión (unánime)            | UFC Fight Night: Machida vs. Anders         | 3 de febrero de 2018     | 1     | 3:50   | Belém               |
| Victoria  | 9–1    | Pamela Rosa                    | Sumisión (rear-naked choke)   | Watch Out Combat Show 47                    | 7 de octubre de 2017     | 1     | 1:56   | Río de Janeiro      |
| Victoria  | 8–1    | Débora Dias Nascimento         | Sumisión (armbar)             | Jungle Fight 87                             | 21 de mayo de 2016       | 1     | 3:23   | São Paulo           |
| Victoria  | 7–1    | Amanda Ribas                   | KO (puñetazos)                | Jungle Fight 83                             | 28 de noviembre de 2015  | 1     | 2:54   | Río de Janeiro      |
| Victoria  | 6–1    | Karol Pereira Silva Cerqueira  | Sumisión (rear-naked choke)   | Jungle Fight 81                             | 12 de septiembre de 2015 | 1     | 2:24   | Palmas              |
| Victoria  | 5–1    | Giselle Campos                 | Sumisión (armbar)             | Maraba Combat-1.0                           | 18 de julio de 2015      | 1     | 1:31   | Marabá              |
| Derrota   | 4–1    | Aline Sattelmayer              | Decisión (unánime)            | Real Fight 12                               | 14 de diciembre de 2014  | 3     | 5:00   | São José dos Campos |
| Victoria  | 4–0    | Débora Silva                   | TKO (puñetazos)               | Talento Uruará Fight                        | 7 de junio de 2014       | 1     | 1:09   | Uruará              |
| Victoria  | 3–0    | Thais Santana                  | TKO (puñetazos)               | Araguatins Fight Night MMA                  | 12 de abril de 2014      | ?     | NA     | Araguatins          |
| Victoria  | 2–0    | Mirelle Oliveira do Nascimento | Sumisión (armbar)             | Piaui Fight MMA 2                           | 8 de febrero de 2014     | 2     | 1:20   | Teresina            |
| Victoria  | 1–0    | Silvana Pinto                  | TKO (parada médica)           | Demolidor Extreme Combat 3                  | 14 de diciembre de 2013  | 1     | 1:48   | Marabá              |